# Soisy-sur-École
Soisy-sur-École  [swazi syʁ ekɔl] je francouzská obec v departementu Essonne v regionu Île-de-France. V obci se nachází kostel svatého Aniána.

## Poloha
Obec Soisy-sur-École se nachází asi 43 km jihovýchodně od Paříže. Obklopují ji obce Nainville-les-Roches na severu, Saint-Sauveur-sur-École na severovýchodě, Saint-Germain-sur-École na východě, Cély na jihovýchodě, Dannemois na jihu, Videlles na jihozápadě, Mondeville na západě a Champcueil na severozápadě.

## Vývoj počtu obyvatel
Počet obyvatel